# Кубичен корен
В математиката, кубичен корен от число x е такова число a, че a3 = x. Всички реални числа (освен нула) имат точно един реален кубичен корен и два комплексно спрегнати кубични корена. Всички ненулеви комплексни числа имат три различни комплексни кубични корена. Например реалният кубичен корен на 3√8 е 2, защото 23 = 8, докато другите кубични корени на 8 са −1 + √3i и −1 − √3i.
Операцията за кубичен корен не е асоциативна или дистрибутивна при събиране и изваждане. Все пак, тя е асоциативна при степенуване и дистрибутивна при умножение и деление, ако се взимат предвид само реални числа, но не винаги, ако се взимат предвид комплексни числа: например, кубът на всеки кубичен корен от 8 е 8, но трите кубични корена на 83 са 8, −4 + 4i√3 и −4 − 4i√3.

## История
Изчисляването на кубичния корен може да бъде проследено до вавилонските математици от 1800 г. пр. Хр. През IV век пр. Хр. Платон поставя проблема за удвояването на куба, който изисква построения с линийка и пергел на ръба на куб с двойно по-голям обем от даден куб. Това изисква построяването на невъзможната дължина 3√2.
Метод за намиране на кубични корени присъства в „Математика в девет книги“, китайски математически текст съставен около II век пр. Хр. Гръцкият математик Херон измисля метод за изчисляване на кубични корени през I век сл. Хр. През 499 г. Ариабхата, математик и астроном от класическата ера на индийската математика, дава метод за намиране на кубичния корен на числа с много цифри в Ариабхатия.

## Формално определение
Кубичните корени на число x са числата y, които удовлетворяват равенството
{\displaystyle y^{3}=x.\ }

### Реални числа
За всяко реално число y, съществува едно реално число x такова, че x3 = y. Кубичната функция е нарастваща, така че не дава същия резултат за две различни числа, а и покрива всички реални числа. С други думи, тя е биекция. Следователно, може да се определи обратна функция. При реалните числа, може да се определи един-единствен кубичен корен за всички реални числа. Ако се използва това определение, кубичният корен на отрицателно число е отрицателно число.
Ако x и y са комплексни, то тогава съществуват три решения (ако x не е нула) и така x има три кубични корена. Реалното число има един реален кубичен корен и два допълнителни кубични корена, образуващи комплексно спрегната двойка.
Например, кубичните корени на числото 1 са:
{\displaystyle {\sqrt[{3}]{1}}={\begin{cases}\ \ 1\\-{\frac {1}{2}}+{\frac {\sqrt {3}}{2}}i\\-{\frac {1}{2}}-{\frac {\sqrt {3}}{2}}i.\end{cases}}}
Последните два от тези корени водят до връзка между всички корени на кое да е реално или комплексно число.

### Комплексни числа
За комплексни числа, главният кубичен корен обикновено се определя като кубичния корен с най-голяма реална част или чийто аргумент има най-малка абсолютна стойност. Той е свързан с главната стойност на естествения логаритъм чрез формулата
{\displaystyle x^{\tfrac {1}{3}}=\exp({\frac {1}{3}}\ln {x}).}
Ако се напише x като
{\displaystyle x=r\exp(i\theta )\,}
където r е неотрицателно реално число и θ лежи в тази област
{\displaystyle -\pi <\theta \leq \pi },
то главният комплексен кубичен корен е
{\displaystyle {\sqrt[{3}]{x}}={\sqrt[{3}]{r}}\exp \left({\frac {i\theta }{3}}\right).}
Това означава, че в полярни координати се взема кубичния корен на радиуса и полярният ъгъл се дели на три за да се определи кубичния корен. По тази дефиниция, главният кубичен корен на отрицателно число е комплексно число и, например, 3√−8 няма да е −2, а 1 + i√3.
Това ограничение лесно може да бъде избегнато, ако се напише първоначалното комплексно число x в три еквивалентни форми или по-конкретно
{\displaystyle x={\begin{cases}r\exp {\bigl (}i\theta {\bigr )},\\r\exp {\bigl (}i\theta +2i\pi {\bigr )},\\r\exp {\bigl (}i\theta -2i\pi {\bigr )}.\end{cases}}}
Главните комплексни кубични корени на тези три форми са съответно
{\displaystyle {\sqrt[{3}]{x}}={\begin{cases}{\sqrt[{3}]{r}}\exp {\bigl (}{\frac {i\theta }{3}}{\bigr )},\\{\sqrt[{3}]{r}}\exp {\bigl (}{\frac {i\theta }{3}}+{\frac {2\pi }{3}}{\bigr )},\\{\sqrt[{3}]{r}}\exp {\bigl (}{\frac {i\theta }{3}}-{\frac {2\pi }{3}}{\bigr )}.\end{cases}}}
Освен при x = 0, тези три комплексни числа са различни, въпреки че трите образа на x са еднакви. Например, 3√−8 може да бъде изчислено като −2, 1 + i√3, или 1 − i√3.